# My Ántonia
My Ántonia (/ˈæntəniə/ AN-tə-nee-ə) é um romance publicado em 1918 pela escritora americana Willa Cather, que é considerado uma de suas melhores obras.
O romance conta as histórias de um menino órfão da Virgínia, Jim Burden, e da filha mais velha de uma família de imigrantes boêmios, Ántonia Shimerda, que são trazidos ainda crianças para serem pioneiros em Nebraska, no final do século XIX. O primeiro ano no novo lugar deixa fortes impressões em ambas as crianças, afetando-as por toda a vida.
Este romance é considerado a primeira obra-prima de Cather. Cather foi elogiada por dar vida ao oeste americano e torná-lo pessoalmente interessante.

## Título

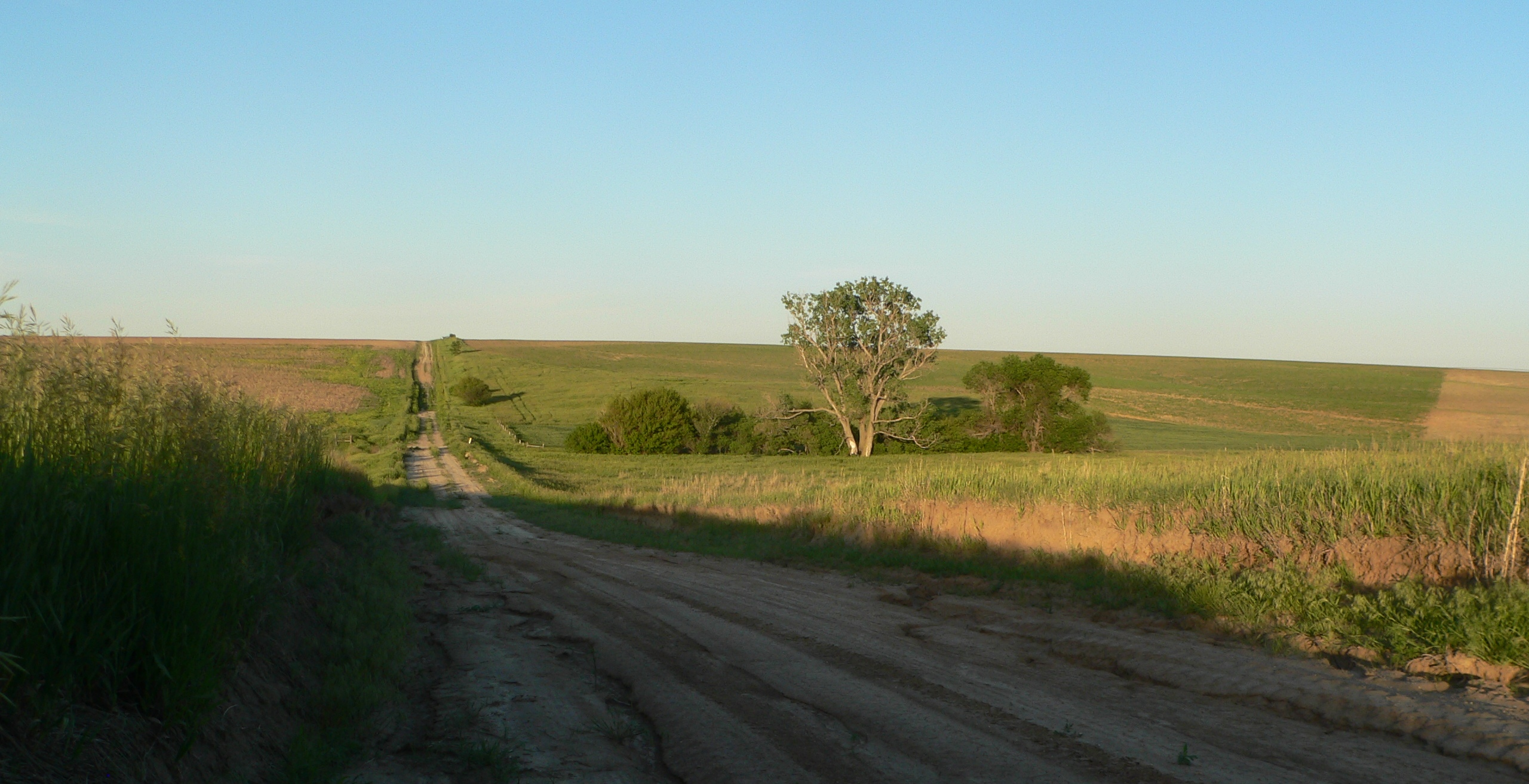
Paisagem da propriedade rural Cather

O título faz referência a Ántonia, uma jovem imigrante nas pradarias ocidentais dos EUA. A história é contada por seu amigo Jim, que chega lá aos dez anos para morar com os avós. Jim pensa nela como sua amiga íntima, minha Ántonia.
O nome Ántonia é pronunciado de forma aproximada ao tcheco. Cather escreve: "O nome boêmio Ántonia é fortemente acentuado na primeira sílaba, como o nome inglês Anthony, e o i recebe o som de e longo. O nome é pronunciado An'-ton-ee-ah." (uma nota de rodapé no texto, no início do Livro I, "The Shimerdas"). O acento agudo em tcheco não representa uma sílaba tônica, mas uma vogal longa; todas as palavras tchecas são tônicas na primeira sílaba por padrão. Observe que o som curto em inglês é /æ/, é qualitativamente diferente do tcheco á, que é pronunciado /aː/. A pronúncia checa pode ser ouvida neste arquivo de som.

## Narração
Cather escolheu um narrador em primeira pessoa porque sentiu que os romances que retratam emoções profundas, como My Ántonia, eram narrados de forma mais eficaz por um personagem da história. O romance é dividido em seções chamadas "Livros": I: As Shimerdas; II: As Garotas Contratadas; III: Lena Lingard; IV: A História da Mulher Pioneira; V: Os Garotos de Cuzak.

## Resumo do enredo

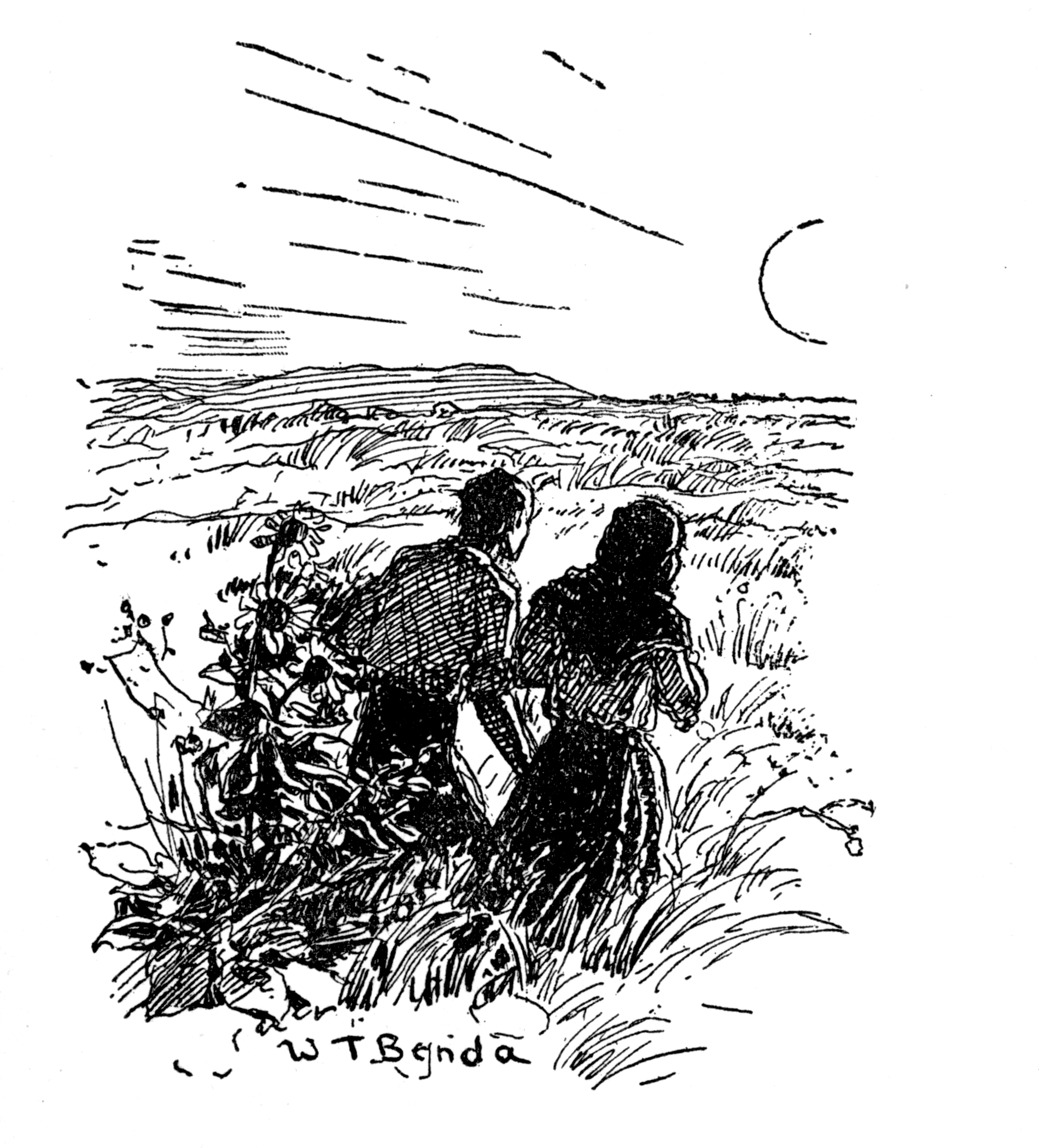
Jim e Ántonia (ilustração de uma edição de 1924)

O órfão Jim Burden viaja de trem da Virgínia para o assentamento fictício de Black Hawk, Nebraska, onde viverá com seus avós paternos. Jake, um trabalhador rural da Virgínia, cavalga com o menino de 10 anos. No mesmo trem, com destino ao mesmo destino, está a família Shimerda, da Boêmia. Jim mora com os avós na casa que eles construíram, ajudando como pode com as tarefas para aliviar o trabalho dos outros. A casa tem a sala de jantar e a cozinha no andar de baixo, como um porão, com pequenas janelas no topo das paredes, um arranjo bem diferente da casa de Jim na Virgínia. Os dormitórios e a sala de estar ficam no térreo. A família Shimerda pagou por uma propriedade que não tinha nenhuma casa, apenas uma caverna na terra, e não havia muita terra destinada ao cultivo. As duas famílias são vizinhas mais próximas uma da outra em uma terra pouco povoada. Ántonia, a filha mais velha da família Shimerda, é alguns anos mais velha que o jovem Jim. As duas são amigas desde o começo, ajudadas pela Sra. Shimerda, que pediu a Jim que ensinasse suas duas filhas a ler inglês. Ántonia ajuda a Sra. Burden na cozinha quando ela a visita, aprendendo mais sobre culinária e tarefas domésticas. O primeiro ano é extremamente difícil para a família Shimerda, sem uma casa adequada no inverno. O Sr. Shimerda vem agradecer aos Burdens pelos presentes de Natal que lhes foram dados e passa um dia tranquilo com eles, compartilhando uma refeição e as partes de uma tradição cristã que o protestante Sr. Burden e o católico Sr. Shimerda respeitam. Ele não queria se mudar da Boêmia, onde tinha um ofício especializado, uma casa e amigos com quem podia tocar violino. Sua esposa tem certeza de que a vida será melhor para seus filhos na América.
As pressões da nova vida são demais para o Sr. Shimerda, que se mata antes do inverno terminar. O padre católico mais próximo está longe demais para os últimos ritos. Ele é enterrado sem ritos formais no marcador de esquina de sua propriedade, um lugar que é deixado em paz quando o território é posteriormente demarcado com linhas de seção e estradas. Ántonia interrompe as aulas e começa a trabalhar na terra com o irmão mais velho. A madeira empilhada para construir a cabana de madeira é transformada em uma casa. Jim continua a ter aventuras com Ántonia sempre que pode, descobrindo a natureza ao seu redor, cheia de cores no verão e quase monótona no inverno. Ela é uma garota cheia de vida. Ambos têm memórias profundas das aventuras que compartilham, incluindo a ocasião em que Jim matou uma cascavel comprida com uma pá que estavam buscando para Ambrosch, seu irmão mais velho.
Alguns anos depois da chegada de Jim, seus avós se mudam para a periferia da cidade, compram uma casa e alugam sua fazenda. Seus vizinhos, os Harlings, têm uma governanta para ajudar com as refeições e cuidar das crianças. Quando precisam de uma nova governanta, a Sra. Burden conecta Ántonia com a Sra. Harling, que a contrata por um bom salário. Tornar-se uma garota da cidade é um sucesso, pois Ántonia se torna popular entre as crianças e aprende mais sobre como administrar uma casa, deixando seu irmão cuidar das tarefas pesadas da fazenda. Ela fica na cidade por alguns anos, tendo sua pior experiência com o Sr. e a Sra. Cutter. O casal sai da cidade enquanto ela é governanta, depois que o Sr. Cutter disse algo que deixou Ántonia desconfortável em ficar sozinha na casa, conforme solicitado. Jim fica lá no lugar dela, apenas para ser surpreendido pelo Sr. Cutter retornando para molestar Ántonia, que ele espera que esteja sozinha e indefesa. Em vez disso, Jim ataca o intruso, percebendo tardiamente que é o Sr. Cutter.

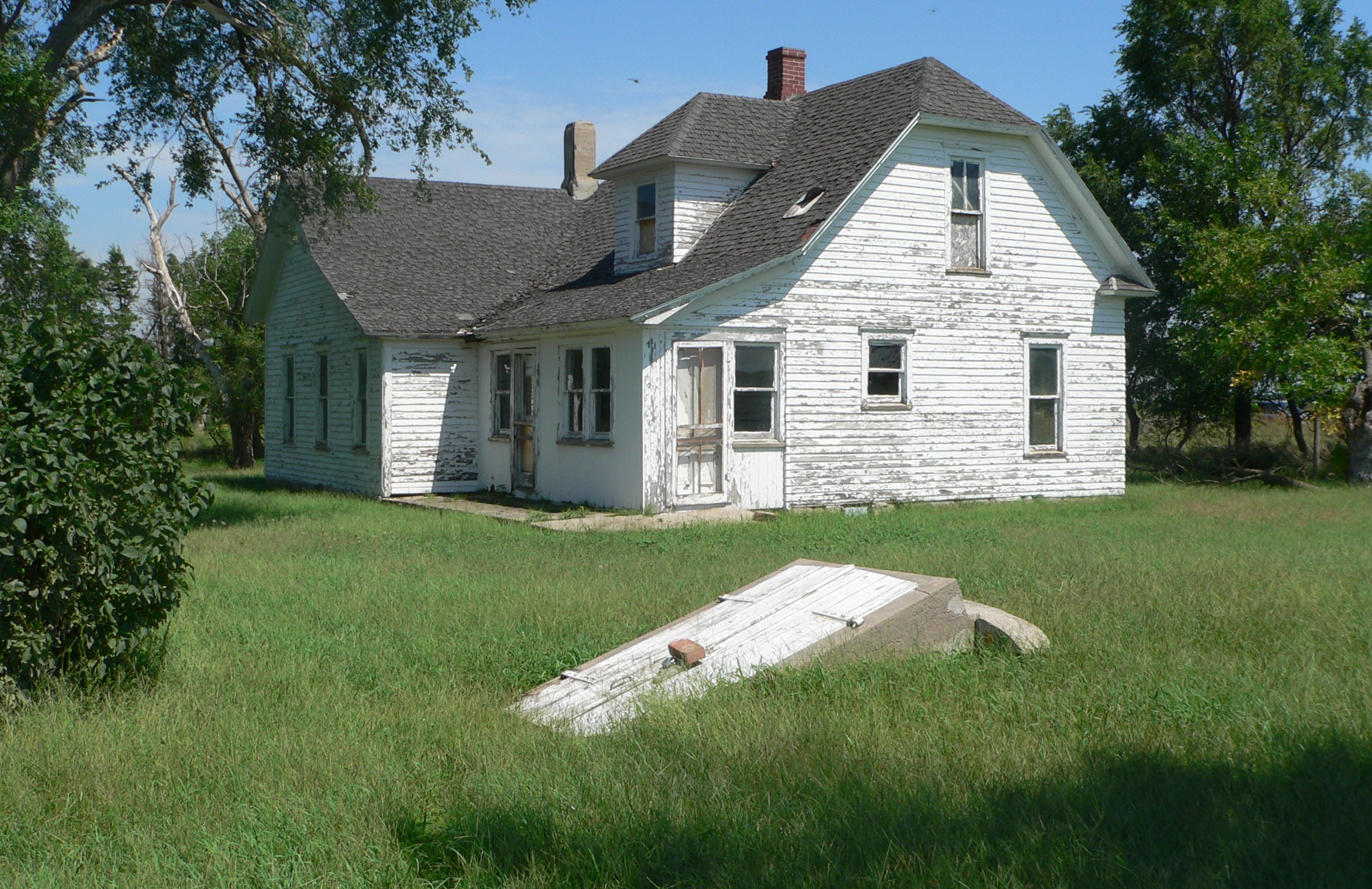
Casa Pavelka no interior do Condado de Webster, Nebraska, cenário de "Os Garotos de Cuzak"

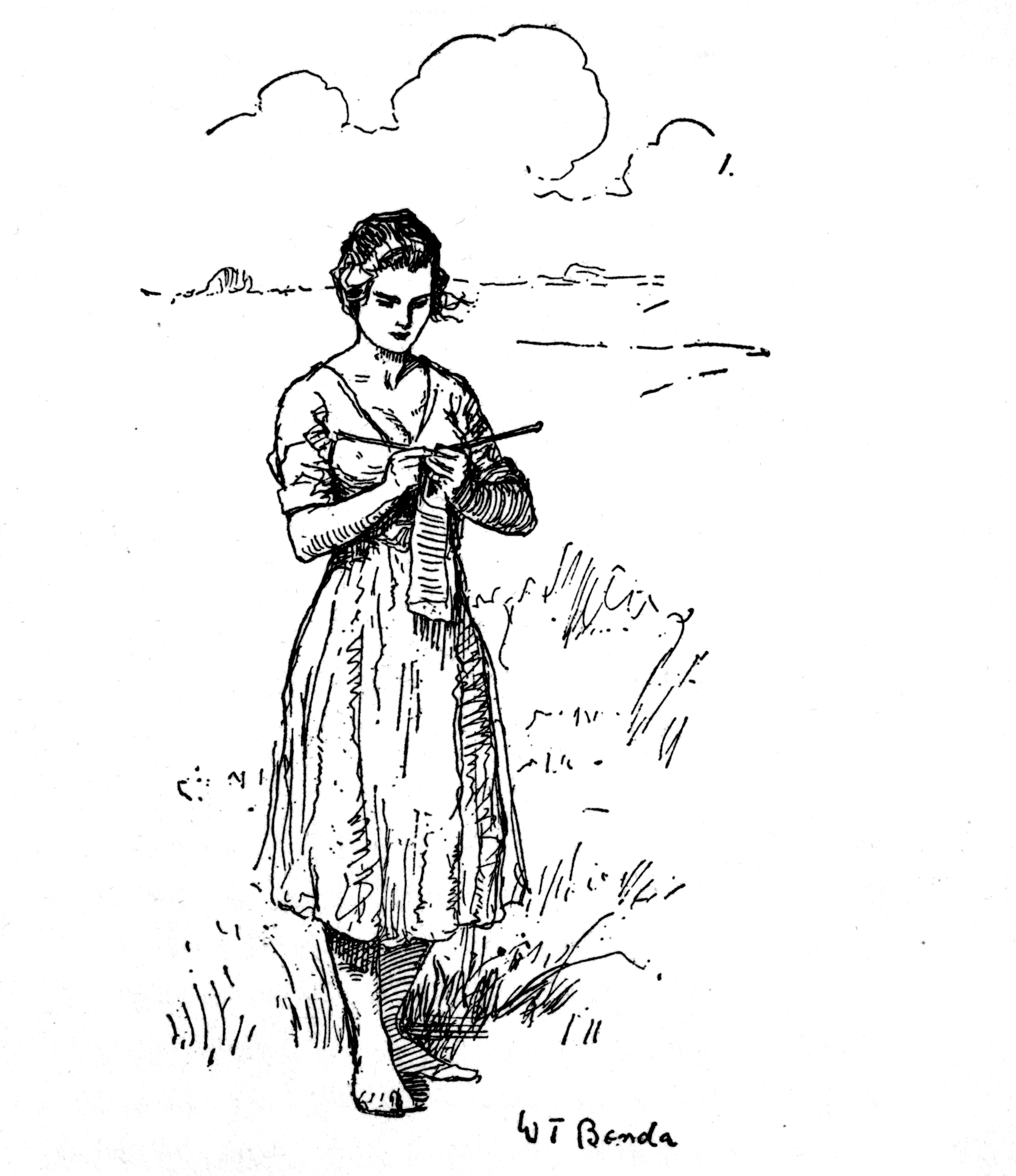
Lena Lingard tricotando (ilustração de uma edição de 1924)

Jim vai bem na escola, é o orador da turma do ensino médio. Ele frequenta a nova universidade estadual em Lincoln, onde sua mente se abre para uma nova vida intelectual. Em seu segundo ano, ele descobre que uma das garotas imigrantes da fazenda, Lena, também está em Lincoln, com um negócio de costura de sucesso. Ele a leva para assistir peças de teatro, das quais ambos gostam. Seu professor percebe que Jim está tão distraído com os estudos que sugere que Jim o acompanhe para terminar seus estudos em Harvard, em Boston. Ele o faz e depois estuda direito. Ele se torna advogado de uma das ferrovias do oeste. Ele mantém contato com Ántonia, cuja vida toma um rumo difícil quando o homem que ela ama a propõe em casamento, mas a engana e a deixa grávida. Ela volta a morar com a mãe. Anos depois, Jim visita Ántonia e conhece Anton Cuzak, seu marido e pai de mais dez filhos, em sua fazenda em Nebraska. Ele os visita, conhecendo especialmente os filhos dela. Eles sabem tudo sobre ele, pois ele aparece nas histórias da infância de sua mãe. Ela está feliz com sua ninhada e com todo o trabalho de uma dona de casa. Jim faz planos de levar os filhos para uma viagem de caça no ano que vem.

## Recepção e significado literário
My Ántonia foi recebida com entusiasmo em 1918, quando foi publicada pela primeira vez. Foi considerado uma obra-prima e colocou Cather na vanguarda dos romancistas. Hoje, é considerada sua primeira obra-prima. Cather foi elogiada por dar vida ao oeste americano e torná-lo pessoalmente interessante. Ele trouxe o lugar para a frente quase como se fosse um dos personagens, ao mesmo tempo em que jogava com a universalidade das emoções, o que por sua vez promovia a literatura regional americana como uma parte válida da literatura convencional.:vii
"Como Cather pretendia, não há enredo no sentido usual da palavra. Em vez disso, cada livro contém contrastes temáticos." O romance foi um afastamento do foco em famílias ricas na literatura americana; "foi um movimento estético radical para Cather apresentar 'garotas contratadas' imigrantes de classe baixa."
Cather também faz uma série de comentários sobre suas opiniões sobre os direitos das mulheres, e há muitas metáforas sexuais disfarçadas no texto.:xv
My Ántonia é uma seleção do The Big Read, o programa de leitura comunitário do The National Endowment for the Arts. Para as comunidades e livros no programa desde 2007, veja Histórico do programa desde 2007.
Escrevendo em fevereiro de 2020, o crítico e ensaísta Robert Christgau chamou My Ántonia de um "romance magnífico, ainda muito obscuro" e disse que "documenta escrupulosamente os fatos e fraquezas da agricultura como modo de vida e meio de produção, embora não com os detalhes de O Pioneers!"
Quando a autora e colunista Rebecca Traister foi questionada por Ezra Klein durante seu podcast do New York Times em 19 de março de 2021, se havia um livro que ela relia pela “beleza absoluta da prosa”, Traister foi enfática: “Pela beleza da escrita, quero dizer, eu diria que meu favorito é, na verdade, My Antonia, de Willa Cather, que é um livro que li pela primeira vez no ensino médio e achei um pouco chato, mas bonito, e depois li novamente na casa dos 20 anos e fiquei totalmente extasiada e depois voltei a ele várias e várias vezes como uma bela obra de escrita.”

## Histórico de publicação
O romance foi moldado pela contribuição de Viola Roseboro', editora de Cather na McClure's Magazine, que leu o manuscrito original depois de ter sido rejeitado repetidamente e disse a Cather que ela deveria reescrevê-lo do ponto de vista de Jim.
A versão de 1918 de My Antonia começa com uma introdução na qual uma autora-narradora, supostamente a própria Cather, conversa com seu amigo adulto, Jim Burden, durante uma viagem de trem. Jim é agora um advogado bem-sucedido de Nova York, mas está preso em um casamento infeliz e sem filhos com uma mulher rica e ativista.:15 Cather concordou com seu editor na Houghton Mifflin em cortar essa introdução quando uma edição revisada do romance foi publicada em 1926.:14 Uma breve introdução com Jim fazendo aquela viagem de trem, falando com uma mulher não identificada que também conhecia Ántonia sobre escrever sobre ela, está incluída na versão do Project Gutenberg.

## Alusões ao romance
O filme The Tarnished Angels, de Douglas Sirk, faz referência a My Ántonia como o último livro lido 12 anos antes pela heroína LaVerne, interpretada por Dorothy Malone. Ela descobre o livro no apartamento do repórter alcoólatra Burke Devlin, interpretado por Rock Hudson. Depois que o marido de LaVerne, Roger (interpretado por Robert Stack), morre em um acidente de avião, Burke Devlin envia LaVerne e seu filho, Jack, em um avião para Chicago, que os conectará ao próximo voo para Nebraska para começar uma nova vida. Na cena final, enquanto LaVerne embarca em seu avião, Burke entrega a LaVerne o livro My Ántonia.
O álbum de 2000 de Emmylou Harris, Red Dirt Girl, apresenta a melancólica canção "My Ántonia", em dueto com Dave Matthews. Harris escreveu a música da perspectiva de Jim, enquanto ele refletia sobre seu amor perdido há muito tempo.
O compositor e cantor francês Dominique A escreveu uma canção inspirada no romance, chamada "Antonia" (do LP Auguri, 2001).
No romance de Richard Powers de 2006, The Echo Maker, o personagem Mark Schluter lê My Ántonia por recomendação de sua enfermeira, que observa que é "[Uma] história muito sexy. ... Sobre um jovem caipira de Nebraska que tem uma queda por uma mulher mais velha" (página 240).
No romance Arabesques, de Anton Shammas, de 1986, o personagem autobiográfico Anton lê Minha Ántonia no avião para uma oficina de escritores em Iowa. É o primeiro romance que ele lê, e ele espera que Iowa tenha a mesma grama "da cor de manchas de vinho" que Cather descreve de Nebraska.
A Dogfish Head Brewery em Milton, Delaware, produz uma pilsner imperial com lúpulo contínuo chamada My Ántonia.
Na introdução do seu artigo de opinião de Ano Novo intitulado "2019: The Year of the Wolves" no The New York Times, David Brooks evocou a história de Pavel no leito de morte de My Ántonia sobre como ele e Peter foram banidos da sua aldeia na Ucrânia por atirarem uma noiva e um noivo aos lobos para salvarem as suas próprias vidas quando os seis trenós da festa nupcial embriagada foram atacados por cerca de 30 lobos.:56–60 Pavel, que era amigo do noivo, tentou sem sucesso convencer o noivo a se salvar também sacrificando sua noiva, mas o noivo lutou para protegê-la.:56–60 Quando os dois únicos sobreviventes retornaram à aldeia, eles se tornaram párias, expulsos de sua própria aldeia e de todos os lugares por onde passavam. "A própria mãe de Pavel não olhava para ele. Eles foram para cidades estranhas, mas quando as pessoas descobriam de onde eles vinham, sempre lhes perguntavam se conheciam os dois homens que tinham jogado a noiva aos lobos. Aonde quer que fossem, a história os seguia.":56–60 Foi assim que eles se estabeleceram em Black Hawk, na pradaria de Nebraska. Brooks compara 2019 ao inverno russo do século XIX, quando se sabia que os lobos estavam atacando humanos, e uma festa de casamento vulnerável e um pouco bêbada estava sendo liderada por dois homens dispostos a fazer qualquer coisa para sobreviver, incluindo atirar seu amigo e sua esposa para os lobos.:55–6 Ele prevê o próximo ano como um ano “em que as pessoas boas se manterão discretas e os lobos serão deixados livres para atacar os fracos”. Na sua confissão no leito de morte, Pavel explicou: "...aqueles que fazem o sacrifício, que deitam fora a bagagem — corpos, lealdades, alianças — são os que sobrevivem.":56–60
No romance Unsheltered, de Barbara Kingsolver, de 2018, uma personagem principal se chama Willa, em homenagem a Willa Cather. Um parágrafo de My Ántonia é citado no romance de Kingsolver no contexto de uma mulher morta que deseja que ele seja lido em seu funeral.
No artigo de opinião de Bret Stephens no The New York Times, de 19 de julho de 2019, intitulado “O antídoto perfeito para Trump – Willa Cather sabia o que tornava a América grande” Stephens escreveu que My Ántonia, de Willa Cather, é “um livro para os nossos tempos — e o antídoto perfeito para o nosso presidente”. “My Ántonia torna-se uma educação sobre o que significa ser americano”. Precisamos de nos lembrar “do que realmente somos, começando por reler My Ántonia”.

## Adaptações

### Televisão
My Antonia, um filme de 1995 feito para a televisão, foi adaptado do romance.

### Peça
O Illusion Theater em Minneapolis, MN, encenou uma adaptação de My Ántonia pela dramaturga Allison Moore e música original de Roberta Carlson em 2010. A produção recebeu um prêmio Ivey e fez turnê por Minnesota em 2012, 2013 e Nebraska em 2019.
A Celebration Company no The Station Theatre em Urbana, Illinois, apresentou uma adaptação para o palco de My Ántonia em dezembro de 2011. A adaptação foi escrita pelo membro da Celebration Company Jarrett Dapier.
O Book-It Repertory Theater produziu uma adaptação original para o palco de My Ántonia em dezembro de 2018. Adaptado por Annie Lareau, foi exibido de 29 de novembro a 30 de dezembro de 2018 no Center Theater em Seattle, WA. O Seattle Weekly elogiou a produção, dizendo: "...com o medo racial da atual administração como um estímulo, Book-It está explorando outro aspecto do romance de Cather de 1915, My Ántonia, adaptado e dirigido por Annie Lareau, misturando elenco racialmente tradicional e não tradicional de maneiras que encorajam o público a ver sua história da experiência do imigrante em termos mais amplos."

### Livros
- Bloom, Harold (editor) (1987) Willa Cather's My Ántonia Chelsea House, New York, ISBN 1-55546-035-6; eleven essays
- Bloom, Harold (editor) (1991) Ántonia Chelsea House, New York, ISBN 0-7910-0950-5; more essays
- Lindemann, Marilee (editor) (2005) The Cambridge Companion to Willa Cather Cambridge University Press, Cambridge, England, ISBN 0-521-82110-X
- Meyering, Sheryl L. (2002) Understanding O pioneers! and My Antonia: A student casebook to issues, sources, and historical documents Greenwood Press, Westport, Connecticut, ISBN 0-313-31390-3
- Murphy, John J. (1989) My Ántonia: The road home Twayne Publishers, Boston, Massachusetts, ISBN 0-8057-7986-8
- O'Brien, Sharon (1987) Willa Cather: The Emerging Voice Oxford University Press, Oxford, England, ISBN 0-19-504132-1
- O'Brien, Sharon (editor) (1999) New essays on Cather's My Antonia Cambridge University Press, Cambridge, England, ISBN 0-521-45275-9
- Rosowski, Susan J. (1989) Approaches to Teaching Cather's My Ántonia Modern Language Association of America, New York, ISBN 0-87352-520-5
- Smith, Christopher (2001) Readings on My Antonia Greenhaven Press, San Diego, California, ISBN 0-7377-0181-1
- Wenzl, Bernhard (2001) Mythologia Americana – Willa Cather’s Nebraska novels and the myth of the frontier Grin, Munich, ISBN 978-3-640-14909-4
- Ying, Hsiao-ling (1999) The Quest for Self-actualization: Female protagonists in Willa Cather's Prairie trilogy Bookman Books, Taipei, Taiwan, ISBN 957-586-795-5

### Artigos
- Fetterley, Judith (1986) "My Ántonia, Jim Burden, and the Dilemma of the Lesbian Writer" In Spector, Judith (editor) (1986) Gender Studies: New Directions in Feminist Criticism Bowling Green State University Popular Press, Bowling Green, Ohio, pages 43–59, ISBN 0-87972-351-3; and In Jay, Karla and Glasgow, Joanne (editors) (1990) Lesbian Texts and Contexts: Radical Revisions New York University Press, New York, pages 145–163, ISBN 0-8147-4175-4
- Fischer, Mike (1990) "Pastoralism and Its Discontents: Willa Cather and the Burden of Imperialism" Mosaic (Winnipeg) 23(11): pp. 31–44
- Fisher-Wirth, Ann (1993) "Out of the Mother: Loss in My Ántonia" Cather Studies 2: pp. 41–71
- Gelfant, Blanche H. (1971) "The Forgotten Reaping-Hook: Sex in My Ántonia" American Literature 43: pp. 60–82
- Giannone, Richard (1965) "Music in My Ántonia" Prairie Schooner 38(4); covered in Giannone, Richard (1968) Music in Willa Cather's Fiction University of Nebraska Press, Lincoln, Nebraska, pages 116–122, OCLC 598716
- Holmes, Catherine D. (1999) "Jim Burden's Lost Worlds: Exile in My Ántonia" Twentieth-Century Literature 45(3): pp. 336–346
- Lambert, Deborah G. (1982) "The Defeat of a Hero: Autonomy and Sexuality in My Ántonia" American Literature 53(4): pp. 676–690
- Millington, Richard H. (1994) "Willa Cather and "The Storyteller": Hostility to the Novel in My Ántonia" American Literature 66(4): pp. 689–717
- Prchal, Tim (2004) "The Bohemian Paradox: My Antonia and Popular Images of Czech Immigrants" MELUS (Society for the Study of the Multi- Ethnic Literature of the United States) 29(2): pp. 3–25
- Riordan, Kevin (2023) "The Stage Properties of Willa Cather's Theatre-Fiction" in Wolfe, Graham (editor) (2023) The Routledge Companion to Theatre-Fiction, Routledge: pp. 80-88.
- Tellefsen, Blythe (1999) "Blood in the Wheat: Willa Cather's My Antonia" Studies in American Fiction 27(2): pp. 229–244
- Urgo, Joseph (1997) "Willa Cather and the Myth of American Migration" College English 59(2): pp. 206–217
- Yukman, Claudia (1988) "Frontier Relationships in Willa Cather's My Ántonia" Pacific Coast Philology 23(1/2): pp. 94–105